# نقابة المحاسبين والمراجعين الليبيين
نقابة المحاسبين والمراجعين الليبيين هي نقابة تأسست بموجب قانون تنظيم مهنة المحاسبة في ليبيا رقم 116 لسنة 1973.

## أهداف النقابة
تهدف نقابة المحاسبين والمراجعين الليبيين إلى تحقيق الأغراض والأهداف الآتية:
- تنظيم قطاع العاملين بالشئون المحاسبية ورفع مستوى المهنة عن طريق الارتقاء بالمستوى العلمي والمهني والمحافظة على كرامة المهنة والعاملين بها.
- وضع الضوابط الكفيلة بتنظيم ممارسة الأعمال المالية عموما ومهنة المحاسبة والمراجعة على وجه التخصيص.
- تعبئة قوى أعضاء النقابة وتنظيم تسخير جهودهم لخدمة الأهداف القومية العامة والتنمية الاقتصادية للوطن، ومواجهة مشاكلها المالية ووضع الحلول المناسبة لها، ضمن إطار التطبيق الاشتراكي الإسلامي.
- المساهمة في التخطيط للتعليم التجاري بما يخدم حاجات المجتمع ويفي بمتطلباته.
- تنظيم المؤتمرات العلمية والحلقات الدراسية المحلية والاشتراك فيما يعقد منها بالخارج.
- متابعة تطور علوم المحاسبة والمراجعة في الداخل والخارج والعمل على توصيلها إلى جميع الأعضاء عن طريق النشرات والمجلات والجرائد العلمية.
- العمل على تنمية البحوث المتعلقة بالمهنة وتشجيع التأليف في مجالاتها وربط هذه البحوث بمواقع الإنتاج والمساهمة في نشرها لتيسير تداولها والاستعانة بإنشاء مكتبة للنقابة وتنظيم المحاضرات والندوات.
- التعاون مع المنظمات المماثلة المحلية والعربية والدولية وتوثيق صلات الروابط بينها وتبادل المعلومات العلمية والمهنية والخبرات معها.
- توفير الرعاية الاجتماعية لأعضاء النقابة عن طريق صندوق الإعانات والمعاشات التقاعدية وغيرها من وسائل الحماية الأسرية، ويصدر بذلك تنظيم خاص من مجلس النقابة.
- جمع كلمة المحاسبين والمراجعين الليبيين والمحافظة على حقوقهم والدفاع عن مصالحهم المشروعة.
- حماية المهنة وضمان احترامها وتأديب الخارجين على تقاليدها وآدابها وقواعدها وذلك وفقا للائحة الجزاءات التي تصدرها الجمعية العمومية للنقابة بناء على اقتراح مجلس النقابة وموافقة وزير الخزانة ورئيس ديوان المحاسبة.

## شروط عضوية النقابة
يشترط فيمن يقيد اسمه في جداول المحاسبين والمراجعين أن يكون:
أولا: ليبي الجنسية.
ثانيا: حاصلا على بكالوريوس التجارة شعبة المحاسبة من كلية الاقتصاد والتجارة بالجامعات الليبية أو على شهادة معادلة من أية جامعة أو معهد عال معترف بهما.
ثالثا: متمتعا بالأهلية الكاملة.
رابعا: محمود السيرة حسن السمعة أهلا للاحترام الواجب للمهنة وألا يكون قد حكم عليه في جناية أو جنحة مخلة بالشرف ما لم يكن قد رد إليه اعتباره وألا يكون قد صدر ضده قرار تأديبي بالعزل أو الحرمان من الاشتغال بمهنة المحاسبة والمراجعين ما لم يكن قد مضى على صدور القرار التأديبي خمس سنوات أو مضت مدة الحرمان.

## أنواع العضوية
يكون للمحاسبين والمراجعين سجل عام يلحق به الجدولان الآتيان:
1-  جدول المحاسبين والمراجعين المشتغلين، وينقسم إلى: أ‌) جدول المحاسبين والمراجعين. ب‌) جدول مساعدي المحاسبين والمراجعين.
2-  جدول المحاسبين والمراجعين ومساعديهم غير المشتغلين ويقسم إلى: أ‌) جدول المحاسبين والمراجعين غير المشتغلين. ب) جدول مساعدي المحاسبين والمراجعين غير المشتغلين.

## مؤهلات وخبرات المحاسبين والمراجعين المشتغلين
المؤهلات العليا أو خبرة الأعمال التي يعتد بها للقيد في جداول المحاسبين والمراجعين المشتغلين هي:
- شهادة الدكتوراة في المحاسبة أو المراجعة أو الضرائب - أو التكاليف من إحدى الجامعات العربية أو الدولية المعترف بها.
- شهادة عضوية جمعية المحاسبين القانونيين بإنجلترا وويلز.
- شهادة عضوية جمعية المحاسبين المعتمدين بالولايات المتحدة الأمريكية.
- أية شهادة معادلة للشهادات السابقة من إحدى الجامعات والهيئات أو المعاهد العليا المتخصصة في المحاسبة والمراجعة التي لا تقل مدة الدراسة اللازمة للحصول على مؤهل منها عن أربع سنوات.
- الاشتغال لمدة خمس سنوات بعد الحصول على المؤهل الجامعي بمهنة المحاسبة والمراجعة بمكتب أحد المحاسبين والمراجعين المشتغلين، أو أحد الأعمال الآتية:

أ- مدراء الإدارات ورؤساء أقسام المحاسبة والمراجعة بوزارة الخزانة.
ب- أعمال الفحص والتدقيق والمراجعة بديوان المحاسبة.
جـ- أعمال الفحص والتدقيق والمراجعة بمصلحة الضرائب.
د- مدراء ورؤساء إدارات المحاسبة والمراجعة بالمصارف والهيئات والمؤسسات العامة وشركات القطاع العام.
هـ- تدريس مواد المحاسبة أو المراجعة في إحدى الكليات الجامعية أو المعاهد التجارية الحكومية.
و- أية أعمال أخرى تعتبر نظيرة للوظائف السابقة يصدر بها قرار من وزير الخزانة بناء على عرض مجلس النقابة.
6- خبرة الاشتغال لمدة ثلاث سنوات بالأعمال المشار إليها في البند السابق بالإضافة إلى إحدى المؤهلات الدراسية الآتية:
أ- شهادة عضوية جمعية التكاليف ببريطانيا أو أي شهادة معادلة لها.
ب- شهادة عضوية جمعية المحاسبين المعتمدين ببريطانيا أو أي شهادة معادلة لها.
جـ- شهادة عضوية جمعية الضرائب ببريطانيا أو أي شهادة معادلة لها.

## عنوان النقابة
نقابة المحاسبين والمراجعين الليبيين شارع الوادي خلف مدرسة علي حيدر الساعاتي، طرابلس.

## إصدرات النقابة
مجلة دراسات محاسبية تصدر عن نقابة المحاسبين والمراجعين الليبيين بإشراف الهيئة الليبية للبحث العلمي.

## روابط خارجية
- مجلة دراسات محاسبية